# Hälso- och sjukvårdens ansvarsnämnd
Hälso- och sjukvårdens ansvarsnämnd (HSAN) är en statlig, domstolsliknande myndighet som prövar behörighetsfrågor beträffande legitimerad hälso- och sjukvårdspersonal, vilka väckts av Inspektionen för vård och omsorg, av den yrkesutövare som saken gäller, av Justitieombudsmannen eller av Justitiekanslern. Hälso- och sjukvårdens ansvarsnämnd inrättades 1980 och är från 2011 en nämndmyndighet, vars administration hanteras av Socialstyrelsen. 
Hälso- och sjukvårdens ansvarsnämnd består av ordförande och åtta ledamöter. Ordföranden, och dennes ersättare, ska ha varit ordinarie domare och ledamöterna är politiker och personer som utses av Sveriges Kommuner och Landsting och av fackliga organisationer. 
Nämndens arbetsuppgifter är behörighetsärenden, det vill säga frågor om indragning och återfående av legitimation och förskrivningsrätt för hälso- och sjukvårdspersonal. Nämnden handlägger sedan 2012 inte längre disciplinärenden, vilka tidigare kunde leda till påföljderna erinran eller varning.
Beslut av Hälso- och sjukvårdens ansvarsnämnd kan överklagas hos förvaltningsrätten i Stockholm. Prövningstillstånd krävs vid överklagande av Förvaltningsrättens beslut hos kammarrätten.

### Webbkällor
- SOU 2008:117: Patientsäkerhet